# とまどいビターチューン
「とまどいビターチューン」は、姫宮みらんとチョコレートロッカーズ（生天目仁美）の1作目のシングル。2008年7月23日にジェネオンエンタテインメントから発売された。品番はGNCA-0114。

## 概要
テレビアニメ『乃木坂春香の秘密』に登場するキャラクターの姫宮みらんのシングル。歌は姫宮みらん役の生天目仁美が歌っている。CDジャケットには、姫宮みらんがプリントされている。
表題曲「とまどいビターチューン」は、テレビアニメ『乃木坂春香の秘密』のオープニングテーマとして使用された。カップリング曲の「あいまいハニービーンズ」は、PlayStation 2ゲーム『乃木坂春香の秘密 こすぷれ、はじめました♥』のオープニングテーマとして使用された。

## 収録曲
1. とまどいビターチューン [4:04]
作詞：くまのきよみ、作曲・編曲：渡辺剛
2. あいまいハニービーンズ [4:02]
作詞：くまのきよみ、作曲・編曲：藤末樹
3. とまどいビターチューン（Instrumental）
4. あいまいハニービーンズ（Instrumental）

## 収録アルバム
| 曲名                   | 詳細                                        | 備考                                                                 |
| ---------------------- | ------------------------------------------- | -------------------------------------------------------------------- |
| とまどいビターチューン | 乃木坂春香の秘密 オリジナルサウンドトラック | テレビアニメ『乃木坂春香の秘密』のサウンドトラック。TVサイズで収録。 |
| とまどいビターチューン | Sweets                                      | 姫宮みらんとチョコレートロッカーズのミニアルバム。                   |
| あいまいハニービーンズ | Sweets                                      | 姫宮みらんとチョコレートロッカーズのミニアルバム。                   |